# 사라 삼파이우
사라 삼파이우(포르투갈어: Sara Sampaio, 1991년 7월 21일 ~ )는 포르투갈의 모델, 배우이다. 2013년 빅토리아 시크릿 패션쇼에 처음 섰으며, 2015년부터 2021년까지 빅토리아 시크릿 엔젤로 활동하였다.